# Hugh Welch Diamond
Hugh Welch Diamond (Goudhurst, 1808 o 1809 – Twickenham, 21 giugno 1886) è stato uno psichiatra e fotografo britannico, viene considerato il "padre della fotografia psichiatrica".

## Biografia
Figlio di William Batchelor, un chirurgo della Compagnia britannica delle Indie orientali, a cui, una volta stabilitosi nel Kent, nacque il figlio Hugh. L'altro cognome è quello della madre che si chiamava Jane Welch. Il padre lavorava in un manicomio e la famiglia abitava al piano superiore dello stesso edificio. Sull'anno di nascita esistono varie discordanti versioni: quella più accreditata sembrerebbe collocarlo al 1809, anche se altre versioni lo anticipano al 1808, ma non mancano versioni secondo cui sarebbe nato nel 1803.

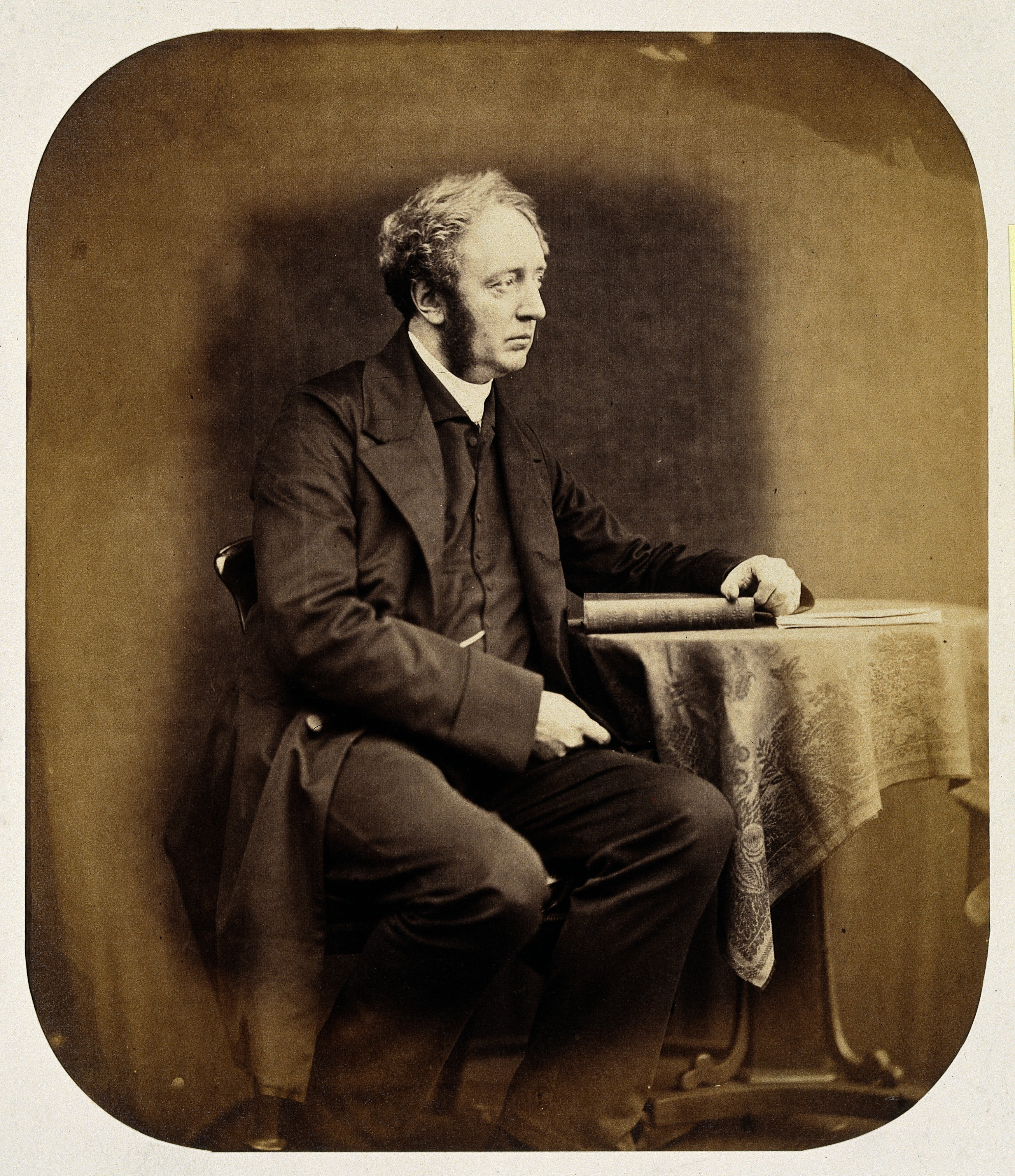
Hugh Welch Diamond, 1856, foto di Francis Bedford

La conoscenza attorno ai suoi anni giovanili e alla sua formazione è approssimativa: dopo aver frequentato il liceo classico a Norwich, decise di seguire la carriera medica e sembra che completò l'apprendistato nel sanatorio del padre. Del resto, nell'Inghilterra vittoriana le opzioni lavorative in quel campo erano quello di medico generico, di chirurgo e di farmacista. Esistono prove che seguì delle lezioni presso il prestigioso ospedale di St Bartholomew's Hospital a Londra. Viceversa, non sussistono prove certe che abbia frequentato l'antico Royal College of Surgeons, che aveva sedi in varie città britanniche, a partire dal 1824 e che proprio in uno di quegli ospedali sia stato accolto dieci anni dopo, come viene menzionato in alcuni cenni biografici, così come un presunto dottorato all'Università di Kiel. In ogni caso, dal 1849 egli si presentò come "Dr. Diamond".
Sposò nel 1831 Jane Warwick dopo aver ottenuto, l'anno prima, un posto nella farmacia nell'infermeria del dispensario di Maidstone che gli permise di avere un reddito. Ciò gli consentì di aprire un proprio studio privato a Londra, durante la violenta epidemia di colera del 1832 in cui cercò di curare i malati. Diamond fu privatamente appassionato di antiquariato ma iniziò anche a studiare le nuove tecniche legate alla nascente fotografia. Sembra che abbia scattato la sua prima fotografia soltanto tre mesi dopo l'invenzione di William Fox Talbot nel 1839 e che la sua partecipazione fu determinante alla fondazione di un gruppo fotografico dilettantesco di censo sociale elevato, conosciuto col nome di "Calotype Society", cambiato nel 1853 in "Photographic Club", di cui divenne segretario ed editore del "Photographic Journal". Attraverso pubblicazioni e incontri, Diamond insegnò a molti giovani fotografi, tra cui Henry Peach Robinson, a usare il calotipo e il collodio.

## Tra follia e fotografia

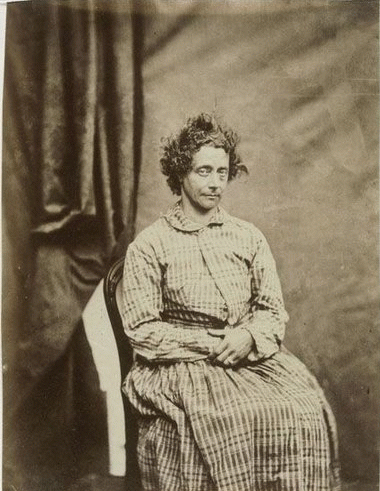
Ritratto di donna insana, 1852-1854

Alla fine degli anni Quaranta venne nominato sovrintendente del reparto femminile del manicomio del Surrey County Asylum a Tooting, poi inglobato nel quartiere londinese di Wandsworth, dove rimase fino al 1858. Prese in considerazione il trattamento di circa 400 donne, in maggioranza provenienti dalle classi più disagiate della società londinese e britannica.
 
Nonostante fossero passati pochi anni da quando il malato mentale veniva accudito, spesso con metodi violenti, dalle chiese di tutta Europa, o dalle stesse famiglie e dai medici tramite salassi, purghe e poco più, si stavano già sperimentando nuove idee propugnate in larga parte da alcuni psichiatri tra i quali il francese Philippe Pinel, l'italiano Vincenzo Chiarugi, l'inglese William Tuke, portatori di metodi che si basavano sul recupero tramite il lavoro, la socializzazione, il dialogo e l'approfondimento interiore. Del resto, anche lo stesso Diamond era scettico sull'uso di misure coercitive: leggendo i suoi studi si apprende che venivano usati bagni freddi, celle di isolamento e altri metodi drastici.
A partire dal 1850 iniziò a fotografare le proprie pazienti raccogliendo e catalogando, anche se le note allegate ad ogni immagine, sono andate perse, un vasto materiale di ritratti. Diamond è riconosciuto per essere padre della fotografia psichiatrica clinica. A questo proposito, nel medesimo anno 1850 fu importante l'incontro che Diamond ebbe con un suo ex paziente (quando aveva lo studio privato), il fotografo Frederick Scott Archer, il quale contribuì a velocizzare le riprese, rivelandogli il metodo del collodio umido che dimezzava i tempi di posa rispetto al calotipo, ancora sconosciuto al pubblico.

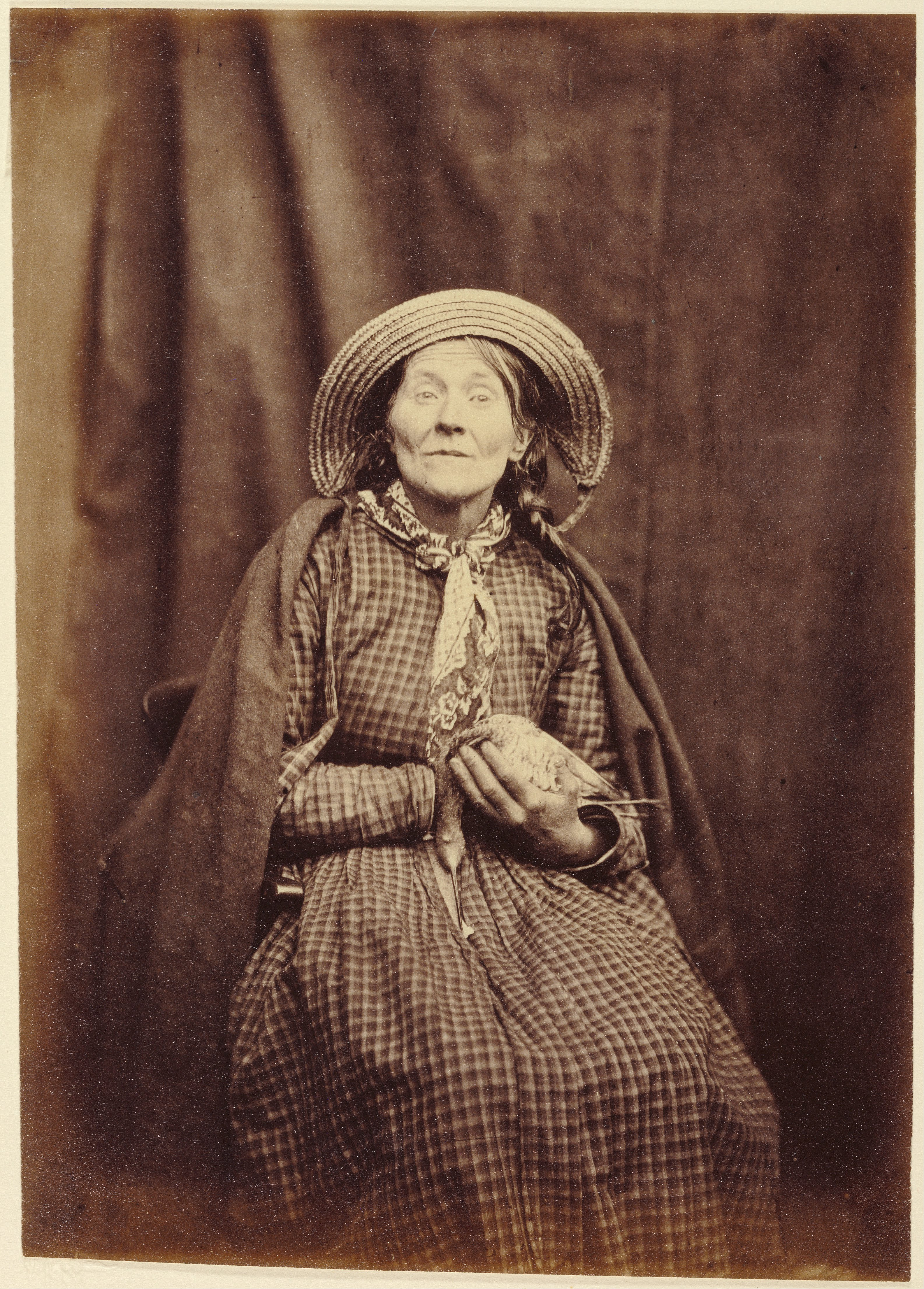
Donna seduta con uccello morto, 1855 circa

Rispetto ai precedenti schizzi dei disegnatori, Diamond pensava che il valore "neutro" della fotografia potesse riprendere il volto di una persona mostrandone il suo stato mentale al fine di raggiungere lo scopo di identificare i segni "visivi" della malattia mentale, cioè che esistessero segni sui volti che palesassero l'evidenza della pazzia nelle sue varie declinazioni. Agli albori della fotografia furono in molti a credere nel realismo e nell'estrema obiettività, nella neutralità, proprio perché generata da una macchina. Ciononostante, anche Diamond, "mise in posa" i suoi soggetti, come ad esempio con scialli e coperte, con cappelli come Ofelia per indicare l'isteria femminile oppure con un uccello morto in mano forse a significare la morbosa preoccupazione per la guarigione del soggetto ritratto.
 
Per quanto, secondo l'autore, la malattia stessa fosse, o avrebbe dovuto essere, identificabile tramite la fotografia, dopo tanti anni, rivedendole, le immagini restituiscono a quelle donne tutta la loro umanità, dimostrando al contrario che non esiste assolutamente nulla che possa "marchiarle" in quanto malate. Anche se lo scopo di Diamond era scientificamente un altro, esse rappresentano una testimonianza importantissima nel XIX secolo per quanto concerne la fotografia psichiatrica, anche se ignoriamo i nomi e le storie di quelle donne.
Tale fu la rilevanza di quelle fotografie che perfino lo psichiatra John Conolly le usò per scrivere casi di studio influenti sul suo studio The Physiognomy of Insanity,  pubblicati tramite una serie di articoli sul "The Medical Times and Gazette" nel 1858/1859. Le tecniche di stampa ancora non erano in grado di stampare fotografie, per le illustrazioni furono utilizzate delle incisioni, che riproducevano fedelmente le immagini di Diamond.
Egli si dimise dal Surrey County Asylum nel 1858 e aprì un sanatorio privato per donne a Twickenham, poi inglobato nel quartiere londinese di Richmond upon Thames, che gestì fino alla morte, prendendosi cura di un priccolo gruppo di donne di un ceto più elevato delle precedenti. Rinunciò a fotografarle poiché essendo uno studio privato avrebbe potuto incorrere in grossi guai. Proseguì con la fotografia attraverso incontri, facendo parte di giurie, occupandosi di aste, antiquariato, letteratura.